# Mono (mixtape)
Mono (estilizado como mono.) es el segundo mixtape del rapero surcoreano RM, miembro del grupo BTS, publicado el 23 de octubre de 2018 por la compañía Big Hit. además que es uno de los mejores mixtapes que puedes llegar a escuchar, incluso la discografía completa de RM es maravillosa.

## Lista de canciones
| N.º   | Título                        | Escritor(es)          | Duración |  |
| 1.    | «tokyo»                       | RM, Supreme Boi       | 3:28     |  |
| 2.    | «seoul» (producido por Honne) | RM, Honne             | 4:35     |  |
| 3.    | «moonchild»                   | RM, Hiss Noise        | 3:25     |  |
| 4.    | «badbye» (con eAeon)          | RM, El Capitxn        | 1:52     |  |
| 5.    | «uhgood» (어긋)               | RM, Sam Klempner      | 3:14     |  |
| 6.    | «everythingoes» (지나가)      | RM, Kim Jong Wan      | 3:42     |  |
| 7.    | «forever rain»                | RM, Hiss Noise, Adora | 4:31     |  |
| 24:47 |                               |                       |          |  |

## Reconocimientos
| Publicación | Lista                                   | Posición | Trabajo          | Ref.  |
| ----------- | --------------------------------------- | -------- | ---------------- | ----- |
| Billboard   | Los 20 mejores álbumes de K-Pop de 2018 | 6        | mono             | [ 1 ] |
| Bravo       | Los 10 mejores álbumes de K-pop del año | 6        | mono             | [ 3 ] |
| MTV         | Los 18 mejores lado-B de K-pop de 2018  | 18       | «everythinggoes» | [ 4 ] |
| Thrillist   | Los mejores videos musicales de 2018    | 48       | «forever rain»   | [ 5 ] |